# Siphonogorgia

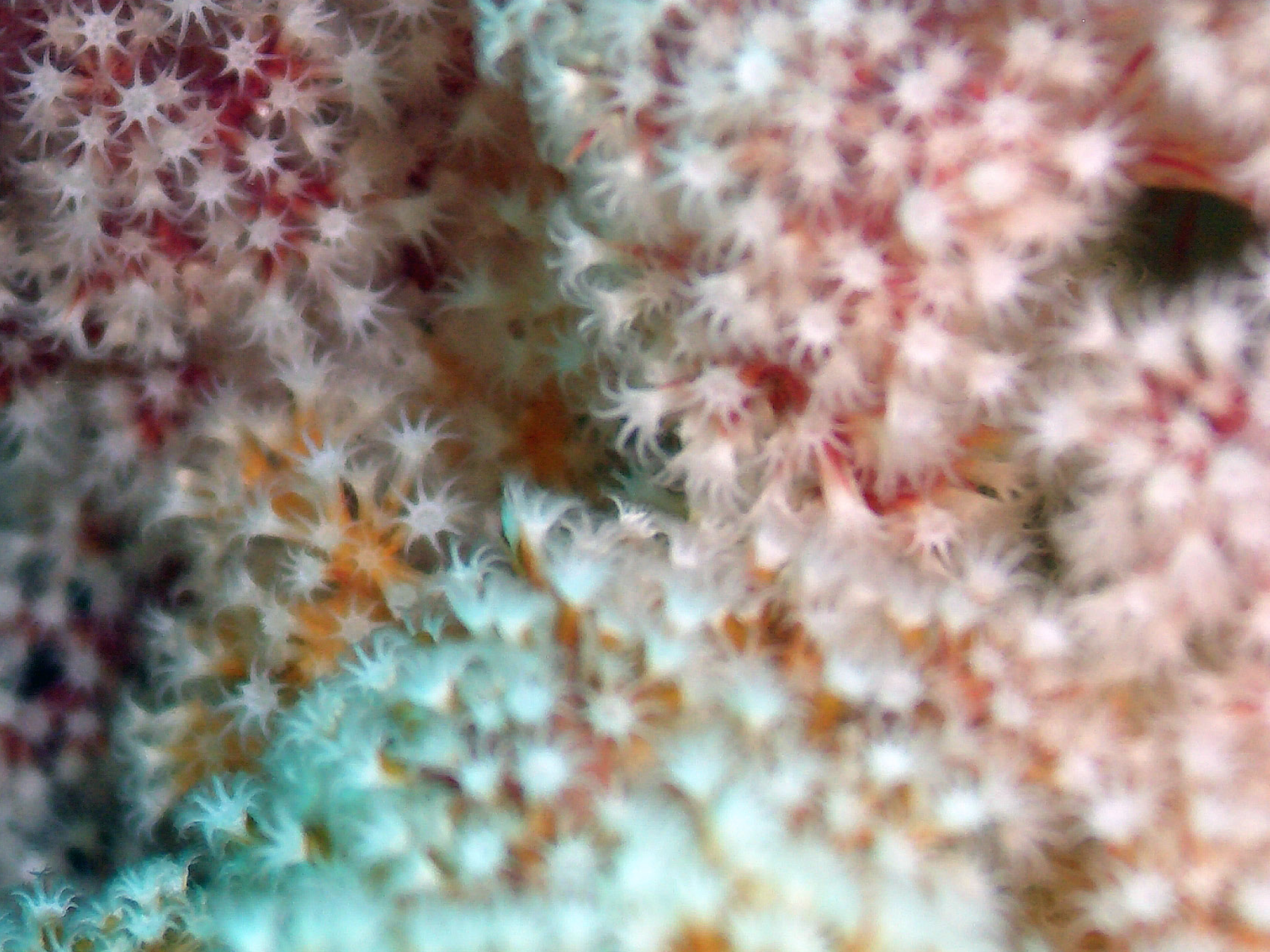
Pólipos de Siphonogorgia godeffroyi con sus 8 tentáculos expandidos

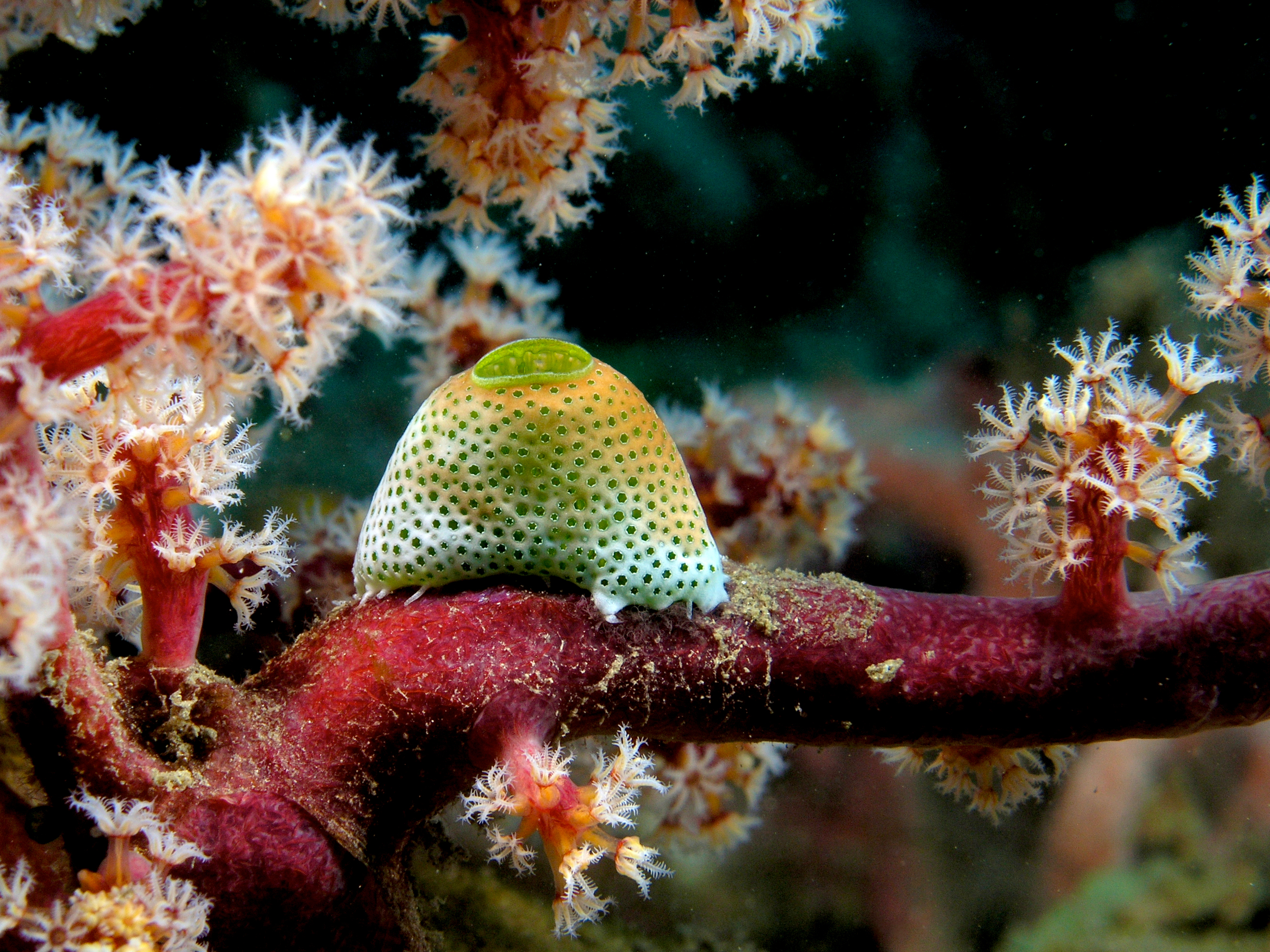
Atriolum robustum (Ascidia) en Siphonogorgia godeffroyi

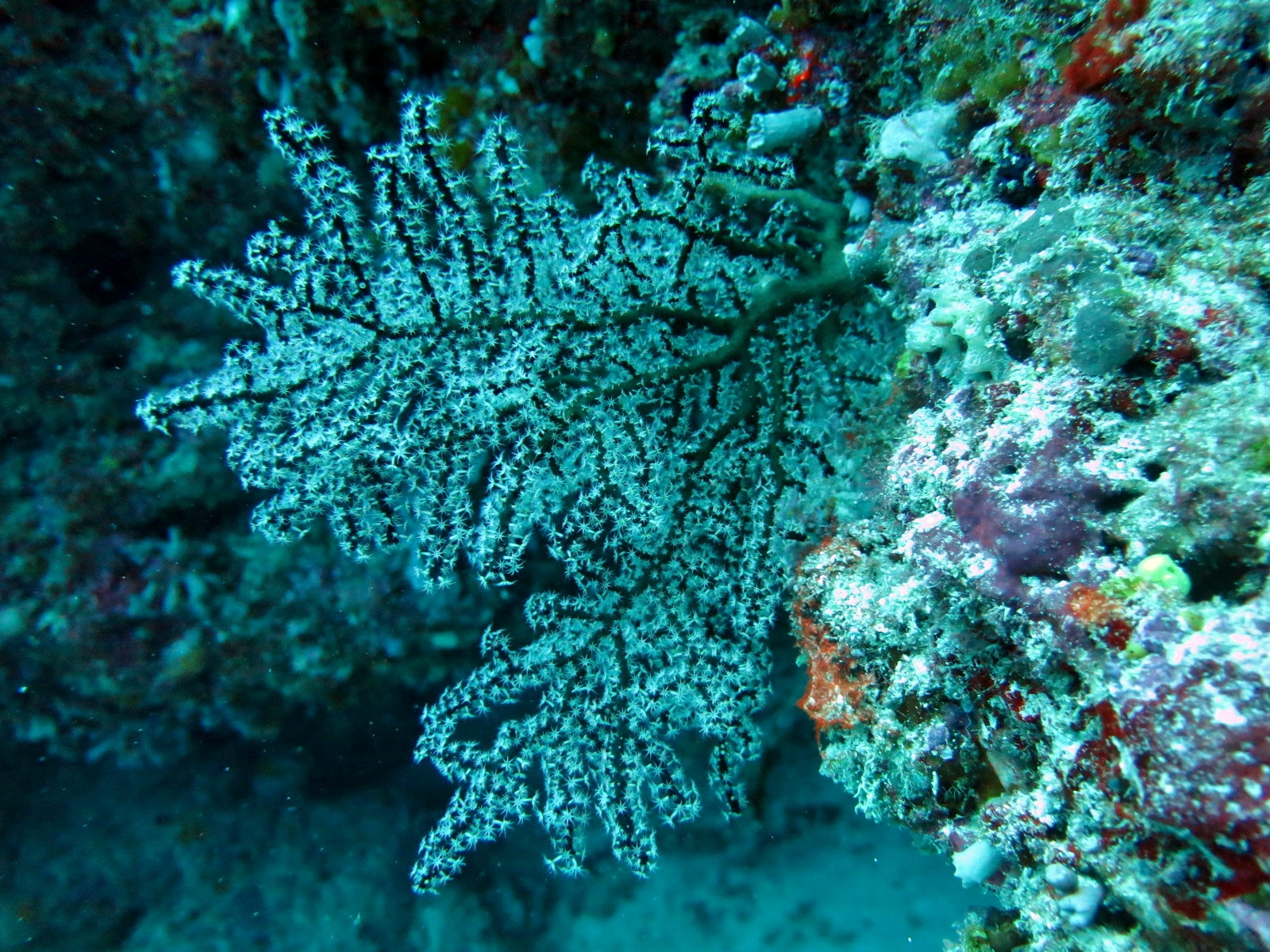
Siphonogorgia sp en Maldivas

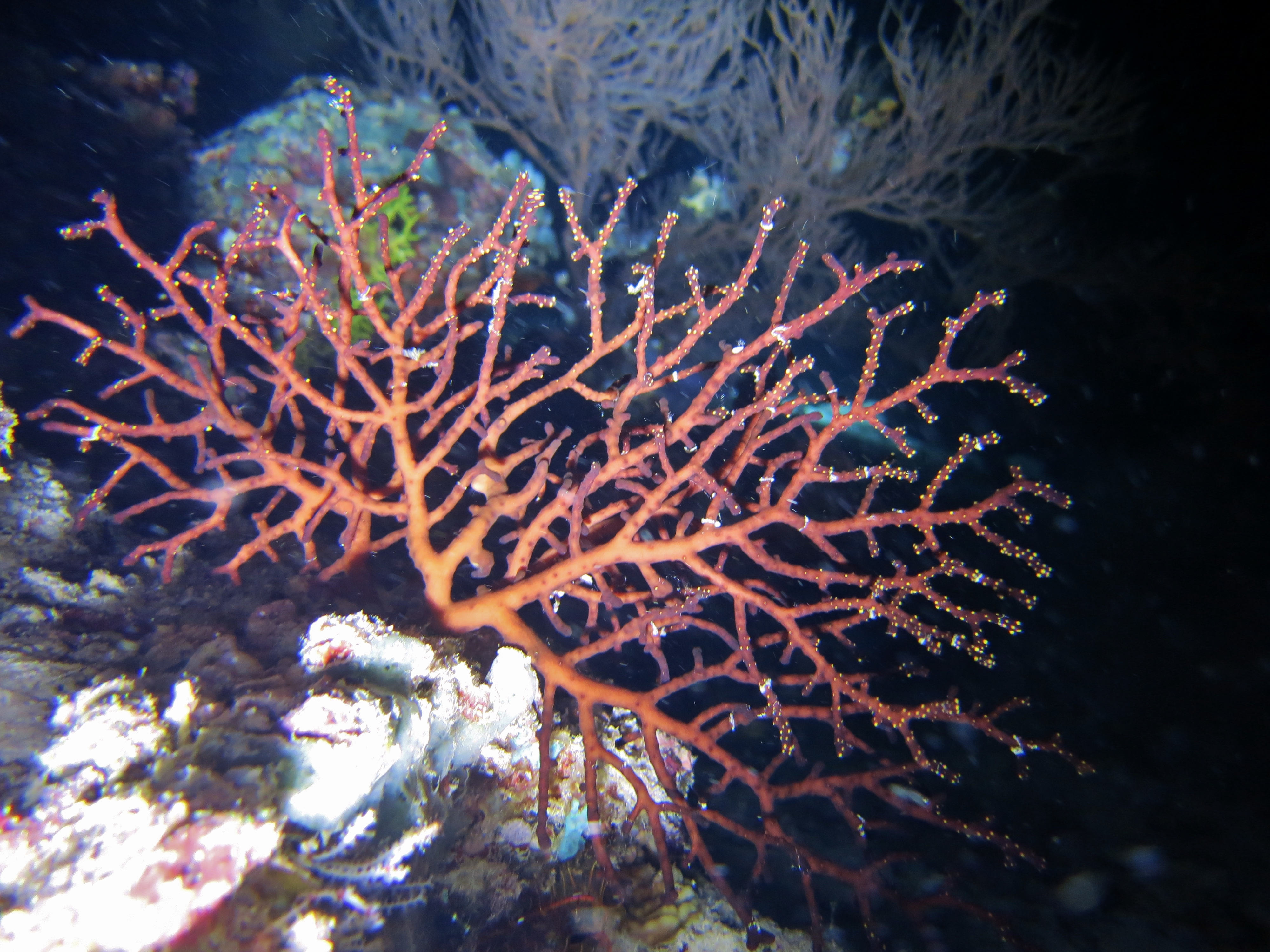
Siphonogorgia sp. en Maldivas, atolón de Baa

Siphonogorgia es un género de corales blandos de la familia Nidaliidae, del orden Alcyonacea. 
Comúnmente llamados en inglés China corals, corales de China.

## Especies
El Registro Mundial de Especies Marinas acepta las siguientes especies:
| - Siphonogorgia alba. Utinomi, 1960 - Siphonogorgia alexandri. (Nutting, 1908) - Siphonogorgia annectens. Thomson & Simpson, 1909 - Siphonogorgia annulata. (Harrison, 1908) - Siphonogorgia asperula. Thomson & Simpson, 1909 - Siphonogorgia boschmai. Verseveldt, 1966 - Siphonogorgia chalmersae. Verseveldt, 1966 - Siphonogorgia collaris. Nutting, 1908 - Siphonogorgia crassa. (Wright & Studer, 1889) - Siphonogorgia cylindrita. Kükenthal, 1896 - Siphonogorgia densa. Chalmers, 1928 - Siphonogorgia dipsacea. (Wright & Studer, 1889) - Siphonogorgia dofleini. Kükenthal, 1906 - Siphonogorgia duriuscula. Thomson & Simpson, 1909 - Siphonogorgia eminens. Chalmers, 1928 - Siphonogorgia flavocapitata. (Harrison, 1908) - Siphonogorgia fragilis. Verseveldt, 1965 - Siphonogorgia godeffroyi. Kölliker, 1874 - Siphonogorgia gracilis. (Harrison, 1908) - Siphonogorgia grandior. Chalmers, 1928 - Siphonogorgia harrisoni. Thomson & Mackinnon, 1910 - Siphonogorgia hicksoni. Thomson & Mackinnon, 1910 - Siphonogorgia indica. Thomson, 1905 - Siphonogorgia intermedia. Thomson & Henderson, 1906 - Siphonogorgia koellikeri. Wright & Studer, 1889 - Siphonogorgia lobata. Verseveldt, 1982 | - Siphonogorgia macrospiculata. (Thomson & Henderson, 1906) - Siphonogorgia macrospina. Whitelegge, 1897 - Siphonogorgia media. Thomson & Simpson, 1909 - Siphonogorgia miniacea. Kükenthal, 1896 - Siphonogorgia mirabilis. Klunziger, 1877 - Siphonogorgia obspiculata. Chalmers, 1928 - Siphonogorgia obtusa. Chalmers, 1928 - Siphonogorgia pallida. Studer, 1889 - Siphonogorgia palmata. Thomson & Simpson, 1909 - Siphonogorgia pauciflora. Chalmers, 1928 - Siphonogorgia pendula. Studer, 1889 - Siphonogorgia pichoni. Verseveldt, 1971 - Siphonogorgia planoramosa. Harrison, 1908 - Siphonogorgia purpurea. (Harrison, 1908) - Siphonogorgia pustulosa. Studer, 1889 - Siphonogorgia ramosa. Chalmers, 1928 - Siphonogorgia retractilis. (Harrison, 1908) - Siphonogorgia robusta. Thomson & Mackinnon, 1910 - Siphonogorgia rotunda. Harrison, 1908 - Siphonogorgia rugosa. Chalmers, 1928 - Siphonogorgia scoparia. Wright & Studer, 1889 - Siphonogorgia simplex. Chalmers, 1928 - Siphonogorgia siphonogorgica. (Harrison, 1908) - Siphonogorgia splendens. Kükenthal, 1906 - Siphonogorgia squarrosa. Studer, 1878 - Siphonogorgia variabilis. (Hickson, 1903) |

## Morfología
Las colonias tienen una estructura arbórea, con  ramificaciones primarias, éstas con escasos o ningún pólipo, y muchas secundarias estrechas y repletas de pólipos. En su interior, el cenénquima, o tejido común de la colonia, alberga unos canales para la circulación interna de la misma. Su tejido contiene espículas calcáreas.
Sus tentáculos, que son retráctiles, tienen ocho tentáculos, y son de color blanco, rosa o amarillo. En contraste con el color del cenénquima, que suele ser rojo vivo. Alcanzan los 80 cm y habitan aguas profundas.
Suelen confundirse frecuentemente con especies de gorgonias del Pacífico.

## Hábitat y distribución
Asociados a arrecifes. Normalmente anclados en rocas y cuevas. En zonas de fuertes corrientes y bien oxigenadas.
Se les encuentra tanto en el océano Indo-Pacífico, desde África oriental a Australia, Japón y Filipinas, como en el océano Atlántico en Caribe, Golfo de México y Brasil.

## Alimentación
No son fotosintéticos, se alimentan del plancton marino que atrapan con los tentáculos de sus pólipos y absorbiendo materia orgánica disuelta en la columna de agua.

## Mantenimiento
Su mantenimiento en cautividad requiere alimentarlos diariamente con microplancton, ya que no poseen zooxantelas y, por tanto, no son fotosintéticos. 
Los acuaristas expertos no recomiendan su mantenimiento, dado el que las experiencias conocidas no han sido satisfactorias y se desconoce casi todo sobre su mantenimiento. No se comercializa usualmente.